# جاذب

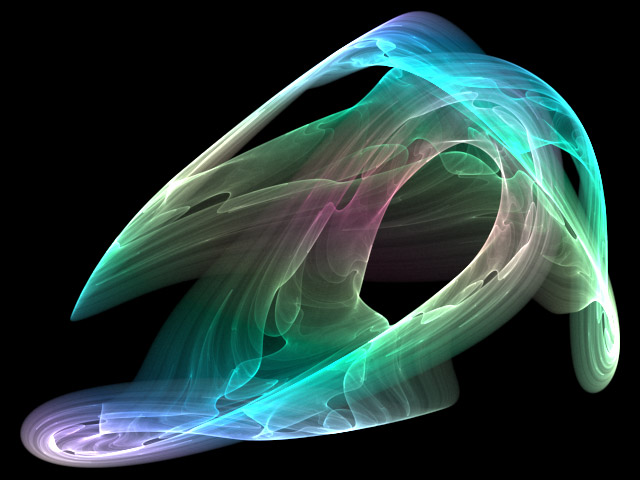
نمایش بصریِ جاذب شگفت

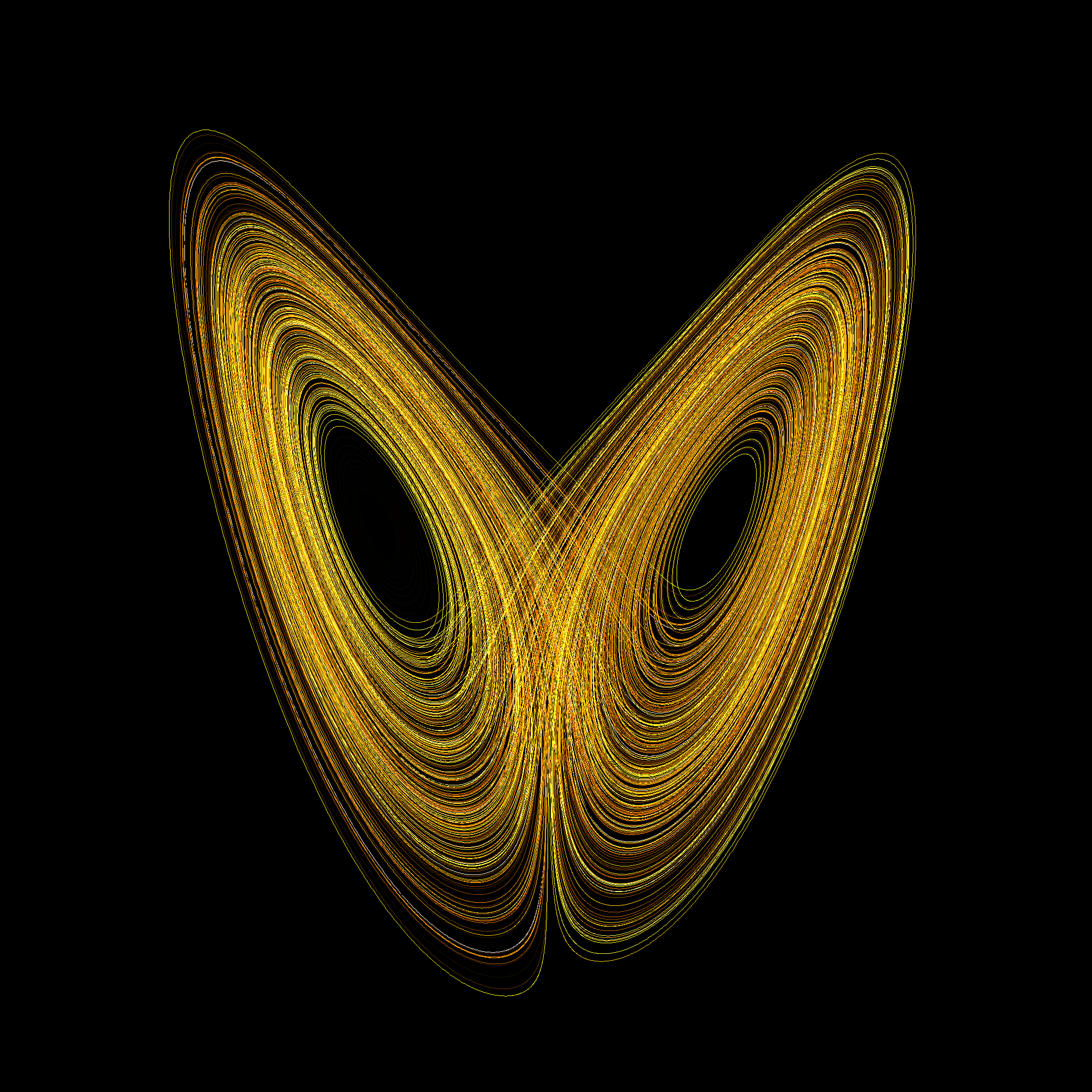
جاذب لورنتس

جاذب در ریاضیاتِ سامانه‌های پویا به صورت مجموعه‌ای از مقادیر عددی تعریف می‌شود که سامانه به ازای گستره وسیعی از مقادیر اولیه، به‌سوی آن مقادیر تحول می‌یابد. هنگامی که مقادیر عددی سامانه به‌قدر کافی به مقدار مجموعه جاذب نزدیک می‌شود، حتی اگر اندکی اختلال به‌وجود آید، سامانه همان‌طور نزدیک جاذب باقی می‌ماند.
توضیحِ جاذب‌های سامانه‌های آشوبناک پویا، یکی از موفقیت‌های نظریه آشوب بوده‌است.
فرض کنیم در فضای فاز یک سامانه، شرایط اولیه سامانه به‌طور نمونه در ناحیه B قرار دارد. حال اگر متغیرِ تحول سامانه در ناحیه‌ای مانند A قرار بگیرد، طبعاً A زیر مجموعه ناحیه B است. هرگاه مجموعه A مجانب مجموعه B باشد آنگاه A جاذبِ B خواهد بود. به دیگر سخن، جاذب، مجموعه جواب‌های معادلات دینامیکی سامانه است هنگامی که سامانه برای مدتی طولانی کار کند.

## سامانه‌های با ابعاد متناهی
در سامانه‌های دارای ابعاد محدود، متغیر تحول می‌تواند به لحاظ جبری با یک بردار n بعدی نشان داده شود. جاذب، ناحیه‌ای در فضای n بعدی است. در سامانه‌های فیزیکی، n بعدی می‌تواند برای نمونه، دو یا سه موقعیت مختصاتی برای یک یا چند کمیت فیزیکی و در علم اقتصاد می‌تواند متغیرهایی مانند تورم و بیکاری باشد.
اگر متغیر تحول در فضای دو یا سه بعدی باشد، جاذب را می‌توان در دو یا سه بعد به‌طور هندسی نمایش داد. جاذب می‌تواند یک نقطه، مجموعه‌ای از نقاط، منحنی، خمینه و یا مجموعه‌ای پیچیده مانند ساختار فراکتال باشد که در این صورت جاذبِ شگفت خوانده می‌شود. اگر متغیر تحول اسکالر باشد، جاذب زیرمجموعه‌ای از خطِ اعداد حقیقی است.

## مسیر سامانه پویا
مسیر پرواز سامانه پویا در جاذب‌ها، الزاماً نباید دارای محدودیت باشد جز آنکه روی جاذب در جهتِ زمان باقی بماند. مسیر جاذب می‌تواند تابع متناوب یا آشوبناک باشد.

## جاذب یا دافع
اگر مجموعه نقاط، تابع متناوب یا آشوبناک باشد، به‌طوری‌که دور از مجموعه و در همسایگی آن جریان داشته باشد، آنگاه مجموعه به جای آن که جاذب باشد، دافع خواهد بود.

## انواع جاذب
جاذب را می‌توان به چهار دسته تقسیم کرد:
- جاذب نقطه‌ای: که در حقیقت همان نقاط تعادل سامانه در حالت ماندگار هستند.
- سیکل‌های حدی: که به صورت یک منحنی بسته هستند و رفتار سامانه در فضای فاز به این منحنی محدود می‌شود. این مدارهای بسته مربوط به جواب‌های تابع متناوب هستند.
- جاذب سطحی مارپیچی: در این حالت بردار حالت سامانه در فضای حالت در طول زمان به صورت مارپیچی حرکت می‌کند ولی این حرکات به روی یک سطح بسته دونات مانند محدود است. پیچیدگی رفتار سامانه در این حالت در مقایسه با جاذب‌های نقطه‌ای و سیکل‌های حدی بسیار بیشتر است اما همچنان قابل پیش‌بینی و مشخص است.
- جاذب شگفت: در این حالت رفتار سامانه به ناحیه‌ای از فضای فاز محدود می‌شود ولی رفتار بسیار پیچیده و غیرقابل پیش‌بینی است. جاذب شگفت خاصیت خود شباهتی و ساختار فراکتالی دارد و دارای بعد غیر صحیح می‌باشد.[۱]